# El rastro del crimen
El rastro del crimen fue un programa de televisión español presentado por Albert Castillón y emitido por Antena 3 el 27 de mayo de 2008 hasta 2009 emitido durante el late night. El espacio repasa alguno de los asesinatos más estremecedores ocurridos en España. Las construcciones, basadas en hechos reales, muestra cómo ocurrieron y qué los desencadenó. En cada reportaje se ofrece el testimonio de aquellos que vivieron el suceso en primera persona como familiares de las víctimas, forenses o policías que llevaron la investigación.
Dicho programa esta anclado a en una amplia tradición televisiva , el programa entronca con La huella del cirmen (1985 y 1991), que hiciera Televisión Española pero como adaptaciones totalmente ficcionales, y con la vida cinematográfica de reconstrucción de casos sin resolver o resueltos pero de amplia repercusión social (al estilo de Los invitados o La estanquera de Vallecas) y la de producciones de tv-movies (como Padre Coraje o Futuro: 48 horas)

## Sinopsis
El programa descubre los crímenes más famosos de la crónica negra española como el caso de Los Galindos (Sevilla), la matanza de Puerto Hurraco o el asesinato de Sandra Palo.

### Programas

#### Primera temporada
| N.º (serie) | N.º (temp.) | Título | Fecha de emisión   | Audiencia         |
| ----------- | ----------- | ------ | ------------------ | ----------------- |
| 1           | 1           | —      | 27 de mayo de 2008 | 1 208 000 (14,6%) |
| 2           | 2           | —      | 3 de junio de 2008 | 1 252 000 (14,2%) |

#### Segunda temporada
| N.º (serie) | N.º (temp.) | Título                       | Fecha de emisión         | Audiencia       |
| ----------- | ----------- | ---------------------------- | ------------------------ | --------------- |
| —           | 1           | «La muerte de Sandra Palo»   | 16 de septiembre de 2008 | 844 000 (20,3%) |
| —           | —           | «El crimen de los Almendros» | 11 de noviembre de 2008  | 880 000 (12,4%) |

- Datos: Q20016820